# Oberek

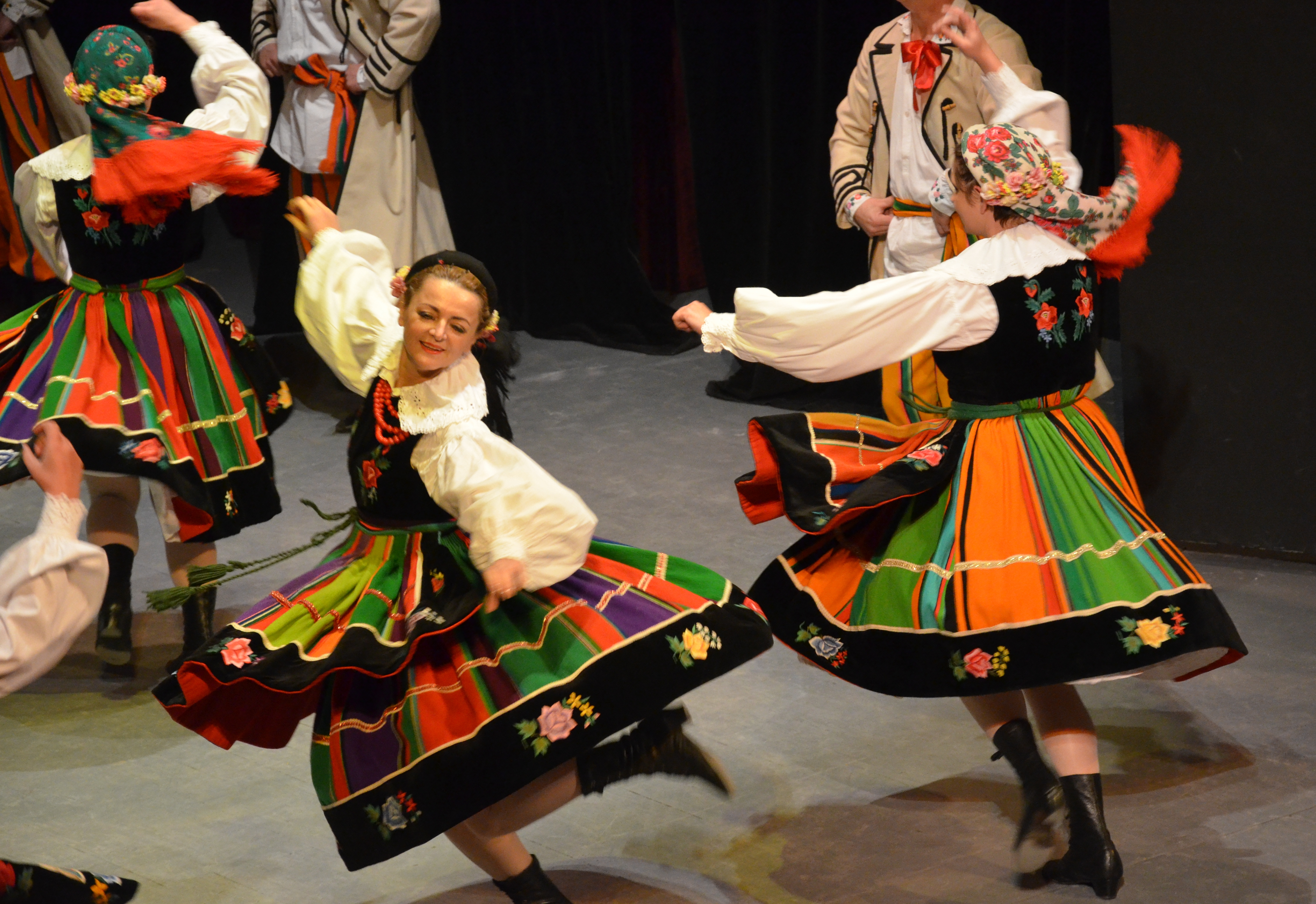
"Oberek" (2015)

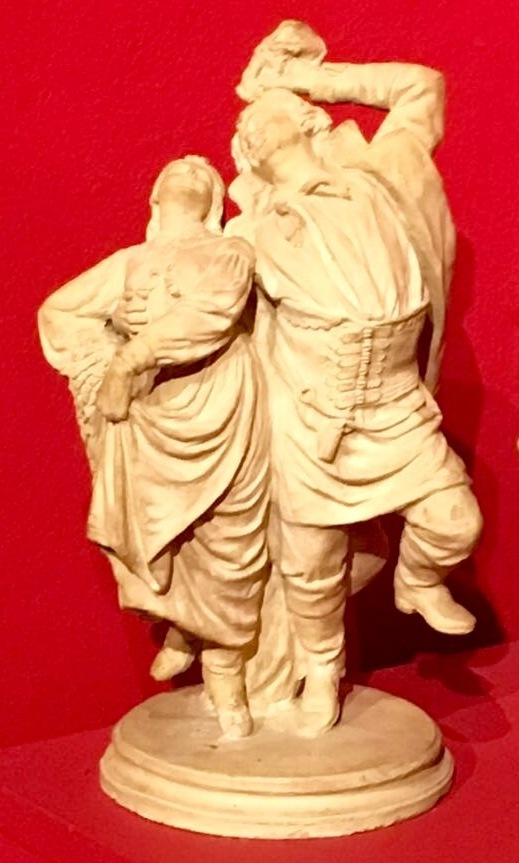
Oberek – Antoni Kurzawa, 1881

Oberek, también conocido como obertas u ober, es una danza polaca con mucho ritmo. El nombre "oberek" proviene de "obracać się" que en polaco significa "girar". Esta danza consiste en la realización de muchas vueltas y saltos. Presenta un paso mucho más rápido que el vals polaco. Asimismo es una de las danzas nacionales de Polonia. Después de la polka, ésta es la segunda danza más popular dentro de la música polaco-americana.

## Oberek polaco (Folk)
El oberek, en su forma original, es una danza folclórica polaca y es la más rápida de las cinco danzas nacionales de Polonia. Las cinco danzas nacionales son: polonesa, mazurca, kujawiak, karakowiak y oberek. Cuando se baila oberek, se dan pasos muy rápidos y se realizan giros constantemente. El encanto del oberek depende de las habilidades del bailarín para dar vueltas al ritmo tan rápido de dicha danza, la cual comparte algunos pasos con la mazurca.

## Oberek polaco-americano (Social)
El "Oberek polaco-americano" es una danza social. Originalmente, los inmigrantes polacos trajeron oberek a finales del siglo XIX e inicios del siglo XX. Esta danza social proviene del oberek folclórico, a pesar de que sus pasos y la música son un poco distintos. La danza oberek suena en los Estados Unidos gracias a las bandas que tocan polcas.